# Thomas Knorr
Thomas Knorr, né le 16 mai 1971 à Lübeck, est un ancien joueur international puis entraineur allemand de handball.
Avec l'équipe nationale d'Allemagne, il est notamment meilleur buteur du Championnat d'Europe 1996.
Son fils, Juri Knorr, est également handballeur international.

## Palmarès

### Club
Compétitions internationales
- Vainqueur de la Coupe des vainqueurs de coupe (C2) (2) : 2001, 2007
- Vainqueur de la Coupe de l'EHF (C3) (1) : 1998
- Vainqueur de la Coupe des Villes (C4) (1) : 1999

Compétitions nationales
- Vainqueur du Championnat d'Allemagne (4) : 1994, 1995, 1996, 1998
- Vainqueur de la Coupe d'Allemagne (2) : 1998, 2006
- Vainqueur de la Supercoupe d'Allemagne (2) : 1996, 2000, 2004, 2006

### Sélection nationale
Thomas Knorr cumule 83 sélections et 199 buts en équipe nationale d'Allemagne entre 1990 et 2001 :
- 6e place au Championnat du monde 1993,  Suède
- 9e place au Championnat d'Europe 1994,  Portugal
- 8e place au Championnat d'Europe 1996,  Espagne
- 7e place aux Jeux olympiques de 1996,  États-Unis

### Distinctions personnelles
- meilleur buteur du championnat d'Europe en Championnat d'Europe 1996 avec 41 buts
- deuxième meilleur buteur de la Bundesliga en 1994